# In Search of Elusive Little Comets
In Search of Elusive Little Comets je debutové album britské indie rockové skupiny Little Comets. Album vyšlo 31. ledna 2011 ve formátu CD a ve formátu digitálního stažení.  Album obsahuje čtyři singly: "Adultery", "One Night in October", "Isles" a "Joanna". Deska obdržela rozlišná hodnocení kritiků a v britské hitparádě UK Albums Chart se nejvýše umístila na 54. místě.

## Seznam skladeb
Všechny skladby napsal(i) Little Comets. 
| Pořadí         | Název                           | Délka |
| -------------- | ------------------------------- | ----- |
| 1.             | Adultery                        | 3:01  |
| 2.             | One Night in October            | 3:23  |
| 3.             | Joanna                          | 3:09  |
| 4.             | Her Black Eyes                  | 4:00  |
| 5.             | Isles                           | 2:44  |
| 6.             | Darling Alistair                | 2:50  |
| 7.             | Tricolour                       | 2:32  |
| 8.             | Lost Time                       | 3:18  |
| 9.             | Dancing Song                    | 2:30  |
| 10.            | Mathilda                        | 3:06  |
| 11.            | Intelligent Animals             | 4:10  |
| 12.            | Friday Don't Need It ((iTunes)) | 2:59  |
| Celková délka: | Celková délka:                  | 34:43 |

## Singly
| Rok  | Název                  | Umístění v hitparádě | Umístění v hitparádě | Album                              |
| Rok  | Název                  | UK                   | UK IND               | Album                              |
| ---- | ---------------------- | -------------------- | -------------------- | ---------------------------------- |
| 2009 | "One Night In October" | –                    | 3                    | In Search of Elusive Little Comets |
| 2009 | "Adultery"             | –                    | –                    | In Search of Elusive Little Comets |
| 2010 | "Friday Don't Need It" | –                    | –                    | In Search of Elusive Little Comets |
| 2010 | "Isles"                | –                    | 31                   | In Search of Elusive Little Comets |
| 2011 | "Joanna"               | –                    | –                    | In Search of Elusive Little Comets |

## Umístění v hitparádě
| Hitparáda | Pozice |
| --------- | ------ |
| UK        | 54     |

## Obsazení
- Robert Coles – Zpěv & kytara
- Michael Coles – Hlavní kytara
- Matthew 'the cat' Hall – Basová kytara
- Mark Harle – Bubny